# Gare de Saint-Priest
Gare de Saint-Priest – stacja kolejowa w Saint-Priest, w departamencie Rodan, w regionie Owernia-Rodan-Alpy, we Francji.
Jest stacją Société nationale des chemins de fer français (SNCF), obsługiwaną przez pociągi TER Rhône-Alpes.